# Tricimba wauensis
Tricimba wauensis är en tvåvingeart som beskrevs av Ismay 1993. Tricimba wauensis ingår i släktet Tricimba och familjen fritflugor. Inga underarter finns listade i Catalogue of Life.